# العلاقات السعودية الموريشيوسية
العلاقات السعودية الموريشيوسية هي العلاقات الثنائية التي تجمع بين السعودية وموريشيوس.
لايوجد تمثيل دبلوماسي على مستوى سفارات بين البلدين، ويقوم بأعمال المملكة العربية السعودية سفير غير مقيم من خلال سفارتها في جنوب أفريقيا ، بينما تقوم سفارة جمهورية موريشيوس في مدينة القاهرة بتسيير أعمالها لدى السعودية، كما أنه يوجد بمدينة جدة قنصلية فخرية لموريشيوس، وفي عام 2018م افتتحت المملكة قنصليتها بجمهورية موريشيوس بالعاصمة بورت لويس.

## مقارنة بين البلدين
هذه مقارنة عامة ومرجعية للدولتين:
| وجه المقارنة                                              | السعودية        | موريشيوس                 |
| --------------------------------------------------------- | --------------- | ------------------------ |
| المساحة (كم2)                                             | 2.25 مليون      | 2.04 ألف                 |
| عدد السكان (نسمة)                                         | 33.00 مليون     | 1.26 مليون               |
| الكثافة السكانية (ن./كم²)                                 | 14.67           | 617.65                   |
| العاصمة                                                   | الرياض، الدرعية | بورت لويس                |
| اللغة الرسمية                                             | اللغة العربية   | لغة إنجليزية، لغة فرنسية |
| العملة                                                    | ريال سعودي      | روبي موريشي              |
| الناتج المحلي الإجمالي (بليون دولار)                      | 683.83 مليار    | 13.34 مليار              |
| الناتج المحلي الإجمالي (تعادل القوة الشرائية) بليون دولار | 1.69 تريليون    | 25.36 مليار              |
| الناتج المحلي الإجمالي الاسمي للفرد دولار أمريكي          | 20.48 ألف       | 9.25 ألف                 |
| الناتج المحلي الإجمالي للفرد دولار أمريكي                 | 52.01 ألف       | 18.59 ألف                |
| مؤشر التنمية البشرية                                      | 0.837           | 0.777                    |
| رمز المكالمات الدولي                                      | +966            | +230                     |
| رمز الإنترنت                                              | .sa             | .mu                      |
| المنطقة الزمنية                                           | ت ع م+03:00     | ت ع م+04:00              |

## منظمات دولية مشتركة
يشترك البلدان في عضوية مجموعة من المنظمات الدولية، منها:
| علم المنظمة | اسم المنظمة                               | تاريخ انضمام السعودية | تاريخ انضمام موريشيوس |
| ----------- | ----------------------------------------- | --------------------- | --------------------- |
|             | يونسكو                                    | 4 نوفمبر 1946         | 25 أكتوبر 1968        |
|             | البنك الدولي للإنشاء والتعمير             | 26 أغسطس 1957         | 23 سبتمبر 1968        |
|             | منظمة حظر الأسلحة الكيميائية              | ?                     | ?                     |
|             | الأمم المتحدة                             | 24 أكتوبر 1945        | 24 أبريل 1968         |
|             | مؤسسة التمويل الدولية                     | 18 سبتمبر 1962        | 23 سبتمبر 1968        |
|             | المركز الدولي لتسوية المنازعات الاستشارية | 7 يونيو 1980          | 2 يوليو 1969          |
|             | وكالة ضمان الاستثمار متعدد الأطراف        | 12 أبريل 1988         | 28 ديسمبر 1990        |
|             | الاتحاد البريدي العالمي                   | ?                     | ?                     |
|             | مؤسسة التنمية الدولية                     | 30 ديسمبر 1960        | 23 سبتمبر 1968        |
|             | منظمة الشرطة الجنائية الدولية             | 13 يونيو 1956         | ?                     |
|             | منظمة التجارة العالمية                    | 11 نوفمبر 2005        | ?                     |
|             | البنك الإفريقي للتنمية                    | 4 أغسطس 1963          | ?                     |
|             | المنظمة الهيدروغرافية الدولية             | 8 أبريل 2002          | ?                     |
|             | الاتحاد الدولي للاتصالات                  | 7 فبراير 1949         | 30 أغسطس 1969         |

## وصلات خارجية
- موقع وزارة الخارجية السعودية